# Lloyd Austin
Lloyd Austin (n. 8 august 1953, Mobile, Alabama, SUA) este un general american, secretar al apărării al Statelor Unite ale Americii din 2021. A fost Adjunct al Șefului Statului Major al Armatei SUA în perioada 2012–2013.